# 康良煜
康良煜（韓語：강량욱，1902年12月7日—1983年1月9日），北韓政治人物，金日成外祖父康敦煜的再從弟，官至國家副主席、朝鮮民主黨黨魁及朝鮮基督教聯盟委員長。

## 生平
康良煜出生於朝鮮半島的平安南道平壤府，後來在東京中央大學讀預科，並在平壤神學校攻讀神學。1928，他成為基督教長老會牧師。1945年，日本投降使二戰結束後，康良煜加入朝鮮民主黨。翌年，他又被委任為朝鮮基督教聯盟委員長。1948年，朝鲜民主主义人民共和国成立，他他被推舉為最高人民會議常任委員會秘書長。1949年當選為祖國統一民主主義戰線的副委員長。1955年，他成為朝鮮民主黨的副委員長，3年後當選黨魁。1961年，他被委任為祖國和平統一委員會副委員長。1972年，他被選為國家副主席及中央人民委員會委員。1977年後成功連任；同年，他帶領朝鮮民主黨在當屆的最高人民會議選舉中成為第二大黨。1981年，他第三度成為黨魁。1983年1月9日，康良煜逝世。據知，他至少育有一子，名為康永燮，是現時朝鮮基督教聯盟的委員長。

## 資料來源
1. ↑  〈72 북한 종교사의 아이러니 - 강양욱 사망 (1983.1.9)〉, 《북한현대사 101장면》
2. ↑  강준만의 한국현대사산책:1940년대편 1권(인물과사상사, 2006) 229
3. ↑  . 人民日报. 1983年1月10日: 第6版.